# Fuminana lira
Fuminana lira är en insektsart som beskrevs av Delong och Freytag 1969. Fuminana lira ingår i släktet Fuminana och familjen dvärgstritar. Inga underarter finns listade i Catalogue of Life.